# James D. Ployhar
James D. Ployhar (Valley City (North Dakota), 22 september 1926 – Fargo (North Dakota), 2 januari 2007) was een Amerikaans componist, muziekpedagoog, dirigent en filmproducent.

## Levensloop
Ployhar studeerde aan het Valley City State College, waar hij zijn Bachelor of Science behaalde en vervolgens aan de Universiteit van Noord Colorado in Greeley (Colorado) en behaalde aldaar zijn Master of Arts. Hij voltooide zijn compositiestudies aan de California State University - Long Beach bij Morris Hutchins Ruger. Een privé studie bij Knud Hovalt, een lid van het Koninklijke Deens Filharmonisch Orkest, rondde zijn opleiding af.
In 1952 was hij medeoprichter van het ensemble Fargo Big Band All-Stars, die optredens verzorgden in en om Fargo en regelmatig tijdens de "Silent Movie Night" in het historische Fargo Theatre optraden. Hij was rond 17 jaar dirigent van het harmonieorkest van de MAVO (Agassiz Junior High School) in Fargo (North Dakota). Rond 20 jaar was hij muziekleraar en schreef pedagogische literatuur voor jonge musici, bijvoorbeeld is hij auteur van de "Contemporary Band Course", die bij de muziekuitgeverij Belwin-Mills gepubliceerd werd. Het was de ideale grondslag om seminaria en zogenoemde clinics in de hele Verenigde Staten en Canada te leiden, waardoor hij als dirigent en componist grote bekendheid verwierf.
In 1994 was hij een van de co-producenten van de Disney film Iron Will.
Als componist focusseerde hij zich op het schrijven van didactische literatuur voor blaasorkesten. Zijn "Contemporary Band Course" ontwikkelde zich tot en bestseller in de Engelstalige staten.

## Composities

### Werken voor harmonieorkest
- 1970 March of the Irish Guard
- 1972 1836, A New Land - A New Nation
- 1973 Hammerfest March
- 1976 Devonshire Overture
- 1976 The Original Thirteen March
- 1978 Variations on a Sioux Melody
- 1981 Sakura
- 1981 Songs of the Fjords
- 1985 Duncannon Overture
- A Christmas Kazoo
- A Hundred Pipers
- A Mighty Fortress is our God
- A New Wrinkle on Tinkle
- Amazing Grace
- An old English Christmas
- Aura Lee, Concert March
- Beguine for Shimmerin Flutes
- Bugler Rocks
- Chapel Chimes
- Crazy Clock
- Christmas in distant Lands
- Christmas Pop Sing-A-Long
- Christmas Round the World
- Concerto for Faculty and Band
- Crusaders Hymn
- D. Kinmount Overture

- Diademeta Fantasy
- Drummin' Out The Olds
- Du-Wah Du-Wah
- El Festivo
- Fanfare Processional and Recessional
- Fanfare, Promenade & March
- The Flickertail Concert-March (Officiële mars van de Amerikaanse deelstaat North Dakota)
- Hymn Fantasy
- Impressions on a Welsh Air
- Jingle Bells Upside Down
- Kid Stuff
- Kingswood Overture
- Korean Folk Song Medley
- Let Freedom Ring
- Let It Snow Let It Snow Let It Snow
- Liszt goes Latin
- Little Rock
- Morning has broken
- National Holidays Folio
- Noêl Français
- Norland Overture
- Nursery Rhymes Upside Down
- Old Tent Meeting
- Overture de Argentina
- Overture Jubiloso

- Overture Majestique
- Panorama USA
- Poor Wayfaring Stranger
- Praise to the Lord
- Pyramid Rock
- Safari Agassiz Junior High School in Fargo
- Salute to the Patriots
- Shenandoah
- Silent Night
- Simple Gifts
- Sing For America
- Sleigh Ride
- Soul Trumpets
- Sounds of Sousa
- Sultan's Saber
- Swing your Partner
- Swingin' Into Christmas
- Swingin' Jolly Old St. Nick
- Tailgate Rag
- Testimonials to Liberty
- Trail West
- Ukranian Bell Carol
- Verture De Argentina
- When the Saints Go Marching In
- Wintermere Overture
- Wuld Walk

## Publicaties
- samen met Eugene Rousseau: Practical Hints on Playing the Alto (Tenor & Bariton) Saxophone